# Вержбицкий, Антоний Иванович
Антоний Иванович Вержбицкий (?—1882) — генерал-майор, герой штурма Геок-Тепе.

## Биография
В военную службу вступил 18 января 1844 года в полевую пешую артиллерию. Служил на Кавказе, принимал участие в военных действиях против горцев и за боевые отличия в 1859 году был награждён орденами св. Станислава 3-й степени с мечами и бантом и св. Анны 3-й степени с мечами и бантом, в 1868 году получил орден св. Станислава 2 степени с мечами.
В 1869 году Вержбицкий за беспорочную выслугу 25 лет в офицерских чинах был награждён орденом св. Владимира 4-й степени с бантом, а в 1871 году — императорской короной к ордену св. Станислава 2-й степени. В 1875 году произведён в полковники.
В конце 1870-х годов Вержбицкий был направлен в Красноводск и в составе отрядов Ломакина и Скобелева, в которых командовал всей артиллерией, принимал участие в походах против туркмен-текинцев. В кампании 1880—1881 годов он состоял заместителем Скобелева и командовал промежуточным складочным пунктом Бами. В этих походах Вержбицкий заслужил ордена св. Анны 2-й степени и св. Владимира 3-й степени с мечами (оба в 1880 году).
25 ноября 1880 года Вержбицкий был награждён орденом св. Георгия 4-й степени. В приказе о награждении было сказано
В деле 6-го июля под Геок-Тепе, наш отряд, состоявший из 3 1/4 рот пехоты, 10-ти орудий, 3-х сотен казаков и ракетной батареи, в числе 350 штыков, 311 сабель, 10-ти орудий и 8-ми ракетных станков, двинулся к укреплённому аулу Геок-Тепе для производства рекогносцировки. Когда неприятель в числе 10-ти тысяч человек текинцев и 700 мервских всадников начал упорно наседать на наш отряд, то полковник Вержбицкий с благоразумною распорядительностью, направляя огонь вверенной ему артиллерии, с полною неустрашимостью и самоотвержением, постоянно во всё время 14-ти часового боя, лично руководил орудиями в местах, где угрожала наибольшая опасность от наседавшего неприятеля, особенно же в то время, когда было признано, что цель рекогносцировки вполне достигнута, и войска наши начали отходить к вагенбургу, расположенному у Егян-Батыр-Кала. Только благодаря замечательной энергии и распорядительности полковника Вержбицкого, и прекрасно направленному им действию вверенной ему артиллерии, войска наши обязаны столь малыми потерями, понесёнными в деле 6-го июля, когда у нас убито 8 и ранено 8 нижних чинов; неприятель же понёс громадные потери, простиравшиеся до 400 человек убитыми, в том числе много именитых людей и три сердаря из мервцев, из числа коих один главный предводитель мервских всадников, смерть которого поразила текинцев. 7-го июля, когда перед рассветом текинцы вздумали атаковать наш бивуак, артиллерия наша, направляемая полковником Вержбицким, вновь нанесла им значительное поражение и настолько поколебала нравственный их дух, что при дальнейшем движении отряда в Бами, только незначительная шайка конных текинцев продолжала следить за движением отряда, не приближаясь однако к цепи ближе дальнего орудийного выстрела.
25 января 1881 года он был удостоен ордена св. Георгия 3-й степени (№ 581 по кавалерским спискам)
За отличное мужество, храбрость и распорядительность, оказанные им в делах с текинцами во время осады укрепления Геок-Тепе и при взятии штурмом этого укрепления 12-го января.
Сразу вслед за этим Вержбицкий был произведён в генерал-майоры (со старшинством от 1 декабря 1880 года), в 1882 году получил орден св. Станислава 1-й степени с мечами и был назначен командиром 41-й артиллерийской бригады.
Скончался в конце лета 1882 года.